# Quai Gaston-Boulet
Le quai Gaston-Boulet est une voie publique de la commune française de Rouen. En partie haute, il est emprunté par la RD 6015.

## Situation et accès
Le quai Gaston-Boulet est situé sur la rive droite de la Seine, entre le quai de Boisguilbert et l'avenue du Mont-Riboudet, au croisement de l'avenue Pasteur et du quai du Havre avec le pont Guillaume-le-Conquérant.
Rues adjacentes
- Rue Aretha-Franklin[1]
- Rue de Buffon
- Rue Georges-d'Amboise
- Rue de Lecat
- Allée Aimé-Césaire

La partie en bordure de Seine est nommée « promenade Normandie-Niémen » en 2003.

## Origine du nom
Il porte le nom de Gaston Boulet (1849-1900), négociant-importateur rouennais, promoteur des chantiers de Normandie, vice-président de l'Exposition de 1896, chevalier de la Légion d'honneur, dont la sépulture se trouve au cimetière monumental de Rouen (carré M2-20).

## Historique
Le quai, qui a porté initialement le nom de « quai du Mont-Riboudet » jusqu'en 1903, a été inondé lors de la crue de la Seine de 1910.
Pendant la Seconde Guerre mondiale, des immeubles sur le quai sont détruits par les bombardements des forces alliées le 26 août 1944.
Violette Nozière y tenait un café-restaurant, « Le Relais », au no 62, au début des années 1960.

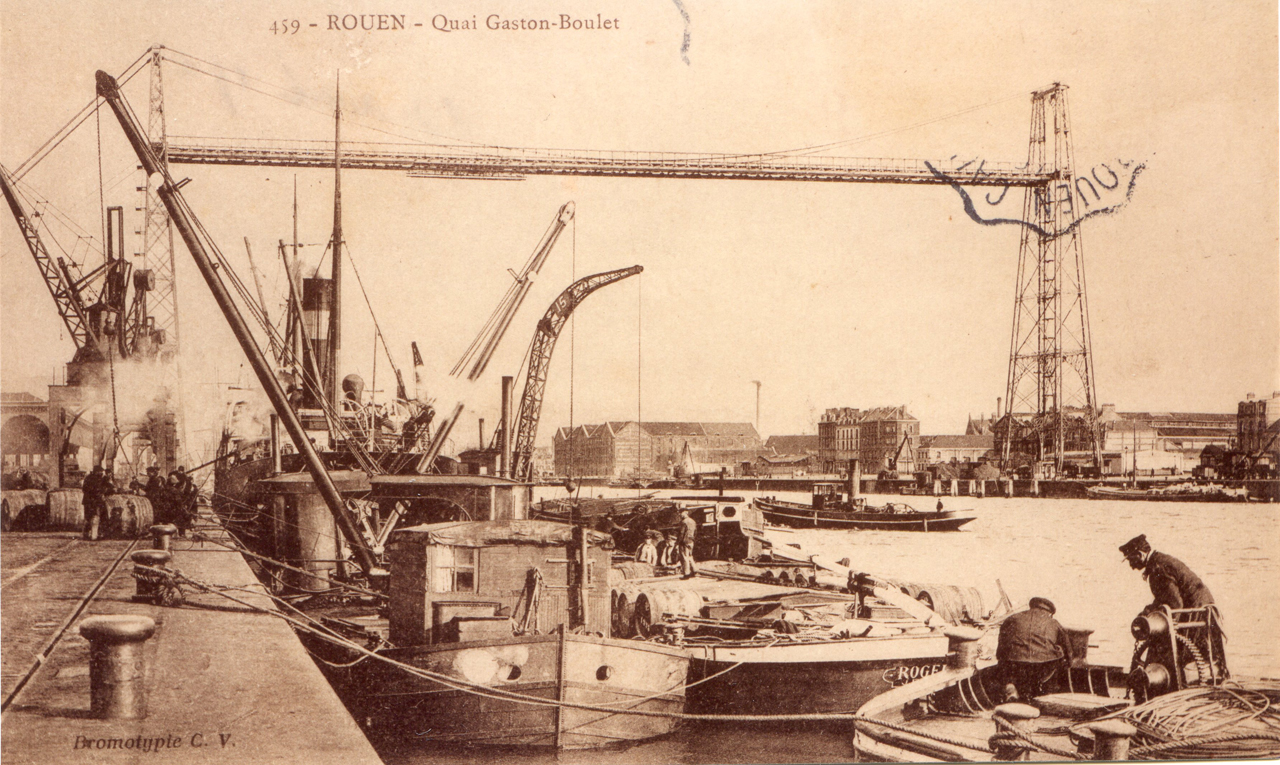
Le quai Gaston-Boulet et le pont transbordeur.

## Bâtiments remarquables et lieux de mémoire
- Partie haute :
  - Au no 14, immeuble préservé du XIXe siècle occupé par une enseigne d'hôtels pour voyageurs
  - Au no 20-22, immeuble historique repérable par son dôme occupé par le centre national de la fonction publique territoriale (CNFPT). Fut occupé par la maison Worms & Cie vers 1950.
  - Au no 24, immeuble préservé de 1914 arborant le blason de la commune ainsi qu'un caducée : office de navigation, dû à l'architecte Pierre Lefebvre[5] (toiture modifiée depuis)
  - Au no 26 se trouve le «théâtre à l'Ouest», créé en 1996.
  - Au no 52 un hôtel particulier[6] de la fin du XVIIIe siècle[7] en retrait fut occupé dans les années 1950 par le service maritime de l'administration des ponts et chaussées
- Partie basse :
  - Le ferry - catamaran Norman Arrow de la compagnie LD Lines y hiverne en 2011.
  - Point d'embarquement du pont transbordeur de Rouen jusqu'en 1940.
  - Hangar A : réhabilité, il abrite une brasserie La Fabrik ainsi que les locaux de la radio France Bleu Normandie.